# Růže z Kairvánu
Růže z Kairvánu (1894, Die Rose von Kaïrwan) je sbírka tří dobrodružných povídek německého spisovatele Karla Maye, kterou vydalo nakladatelství Bernhard Wehberg  z Osnabrücku. Kniha obsahuje tyto autorovy povídky:
- Pirát (Ein Kaper), jiný název pro povídku Robert Surcouf,[p 1]
- Tyčkař (Der Pfahlmann), přepracovaná povídka Básník (Ein Dichter),
- Osvobození (Eine Befreiung), povídka vzniklá na motivy povídky Růže ze Sokny (Die Rose von Sokna).[p 2]

Česká vydání jednotlivých povídek je možno najít v článku Povídkové dílo Karla Maye.

## Povídky ve sbírce

### Pirát

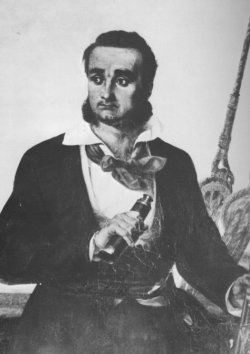
Robert Surcouf

Povídka se poprvé objevila roku 1882 pod názvem Robert Surcouf v týdeníku Deutscher Hausschatz pod pseudonymem Ernst von Linden. Roku 1894 ji May pod názvem Pirát (Ein Kaper) zařadil do své sbírky povídek Růže z Kairvánu.  V Sebraných spisech Karla Maye z nakladatelství Karl-May-Verlag vychází povídka pod názvem Der Kaperkapitän, tj. ve volném překladu Černý kapitán, v třicátém osmém svazku díla Míšenec (Halbblut).
Jde o historický příběh odehrávající se během Velké francouzské revoluce. Na podzim roku 1793 pomůže mladý Surcouf (skutečná historická postava) v Beaussetu katolickému knězi Martinovi, kterého pro jeho vyznání chtějí fyzicky napadnout vojáci, a umožní mu uprchnout. Setká se také s Napoleonem Bonapartem, kterému nabízí své služby. Napoleonovi připadá, že se mladík vychloubá a požadovanou válečnou loď mu nedá. Surcouf následně unese z přístavu obléhaného Tolounu britskou brigantinu jménen Falcon (anglicky Sokol) a přejmenuje jí na Le Faucon (což je sokol francouzsky). Napoleon začíná litovat, že jeho služby odmítl.
O sedm let později se na moři neporazitelné britské loďstvo obává jediného Francouze, korzára Sourcoufa, operujícího v Indickém oceánu. Indický místokrál vypsal na jeho hlavu velkou odměnu. Proto se anglický kapitán Shooter se svou lodí Eagle (Orel) rozhodne, že Surcoufa zničí. Jde o velice krutého muže, který brutálně ničí vše francouzské a katolické misionáře prodává domorodcům, aby je umučili k smrti. Surcoufovi se podaří Shootera zajmout a předat na Isle-de-France spravedlnosti. Přitom podruhé zachrání otce Martina, kterého Shooter zajal na Jávě a na Borneu prodal divochům.
Roku 1806 se Surcoufovi podaří bez problémů proplout britskou blokádou francouzských přístavů. Odjede do Paříže, kde vede soudní spor s guvernérem Isle-de-France o nevyplacený podíl na kořisti, který chce použít k ochraně francouzských osadníků na ostrovech Indického oceánu. Setká se s Napoleonem, ale odmítne jeho nabídku vstoupit do francouzského námořnictva s tím, že byl kdysi odmítnut a jeho současným cílem není vést válku.

### Tyčkař
Povídka vyšla poprvé na jaře roku 1879 pod názvem Básník (Ein Dichter) v časopise All-Deutschland! a současně v časopise Für alle Welt! pod pseudonymem Karl Hohenthal. Roku 1894 May povídku upravil a s názvem Tyčkař (Der Pfahlmann) jí zařadil do své sbírky povídek Růže z Kairvánu. V Sebraných spisech Karla Maye z nakladatelství Karl-May-Verlag vychází povídka v devatenáctém svazku díla Kapitán Kajman (Kapitän Kaiman). Jméno hlavního hrdiny je zde změněno z Richarda Forstera na Richarda Klausena.
Básník a zálesák Richard Forster je nucen prchnout před Komanči do Llana Estacada. Při blouděním pouští najde vyčerpaného muže a sebe i jeho zachrání před smrtí žízní krví kojota, kterého zastřelí. Muž je zálesák Tim Sunderland a je jediný, který přežil přepadení výpravy, se kterou cestoval za svým bratrem do Stentonu. Přepadli je tzv. tyčkaři, tj. bandité, kteří ničí tyčemi vyznačené cesty v poušti a vyčerpané poutníky pak zavraždí a okradou. Forsterovi a Sunderlandovi se podaří objevit cestu z pouště, najít bandu tyčkařů a získat zpět Timův majetek. V šarvátce je vůdce tyčkařů poraněn tomahavkem.
V Stentonu se oba přátelé setkají u bohatého bankéře Olberse s jakýmsi Wilsonem, který má na čele velkou rudou jizvu. Není to nikdo jiný než vůdce tyčkařů, který se vetřel do bankéřovy přízně a chce si vzít jeho dceru Margu za manželku. Je odhalen, ale podaří se mu prchnout i s padesáti tisíci dolary, o které Olberse okradl. Foster i Sunderland jej pronásledují do Mexika, kde překazí jeho plány na přepadení hraběte Hernadeze. Wilson je zatčen a popraven (v původní verzi povídky se mu podaří uprchnout, je ale opět dopaden, a když chce zabít Forstera, Sunderland jej probodne nožem). Po návratu do Stentonu se Forster zasnoubí s Margou, která je velkou obdivovatelkou jeho básní.

### Osvobození

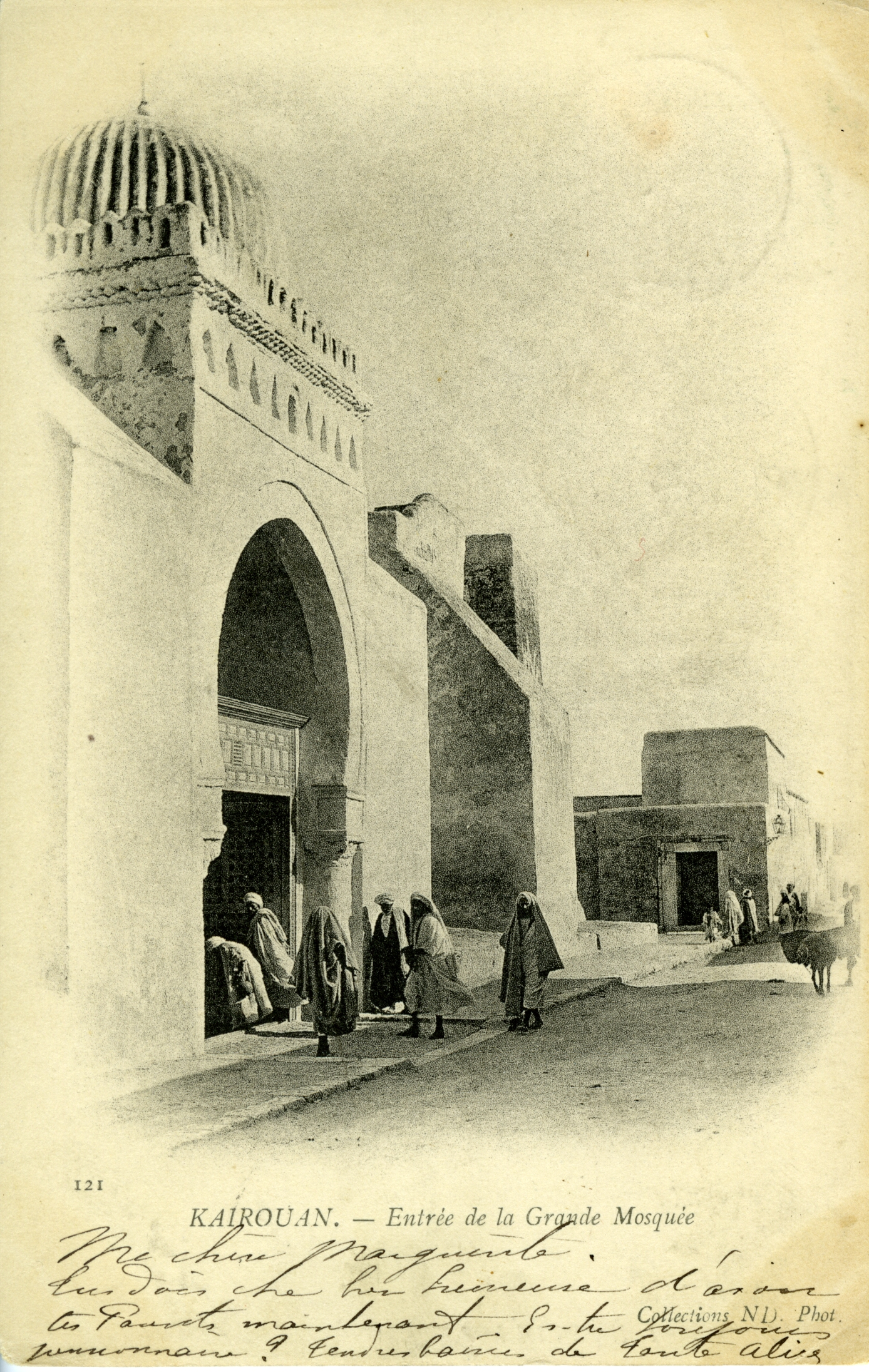
Kairván

Příběh je rozšířenou verzí vyprávění Růže ze Sokny (1878, Die Rose von Sokna) a poprvé byl publikován roku 1894 ve svazku mayových povídek Růže z Kairvánu. V povídce vystupuje syn básníka Forstera z povídky Tyčkař, který byl později přejmenován na Dixona. Roku 1881 vyšel příběh ve vídeňském časopise Die Heimat pod názvem Loupež v poušti (Ein Wüstenraub). V Sebraných spisech Karla Maye z nakladatelství Karl-May-Verlag vychází tato povídka v třicátém osmém svazku Halbblut (Míšenec) pod názvem Z Murzúku do Kairvánu (Von Mursuk bis Kairwan) a původní text Růže ze Sokny pod názvem Loupež v poušti (Ein Wüstenraub) v sedmdesátém prvním svazku Old Firehand.
Po příjezdu z Tripolisu do Murzúku navštíví Kara ben Nemsí bohatého židovského obchodníka Mamaseho ben Aharaba, který žije v ústraní se svou dcerou Ráchel. Ta je tak krásná, že je nazývána Růže ze Sokny podle města, ze kterého s otcem do Murzúku přijela. Na další cestě do nitra pouště se Kara ben Nemsímu podaří zachránit ze zajetí loupežného kmene Tibbů, vedeného šejkem Tahafem, Američana Richarda Forstera (v pozdějších vydáních Dixona). Ten byl zraněn a dostal horečku, takže se jejich návrat do Murzúku opozdil. Po jejich příjezdu do města vypravěč zjistí, že Forster Ráchel miluje a Ráchel že byla unesena Tahafem. Tahaf pošle k jejímu otci posla se žádostí, aby souhlasil s jejím přestoupením na muslimskou víru, protože se s ní chce oženit. Když s tím Mamas ben Aharab nesouhlasí, posel jej probodne. Před svou smrtí Mamas prozradí, že Rachel není dcera, že jí zachránil z města, kde řádila cholera, a že by měla být vnučkou jednoho francouzského námořního kapitána, od něhož má na krku talisman. 
Kara ben Nemsí s Forsterem se vydají za únosci. Jejich cesta je zavede až do posvátného muslimského města Kairvánu v Tunisku, kam nesmí vstoupit pod trestem smrti noha nevěřícího. Oba se toho ale odváží a podaří se jim z města uprchnout i s Ráchel, která se pak vdala za Forstera a odjela s ním do Ameriky. V talismanu našla portrét francouzského námořního kapitána Surcoufa.